# Croix du service méritoire
Pour les articles homonymes, voir CSM.
La Croix du service méritoire (CSM) est l'une des deux décorations de service méritoire du système de distinctions canadien avec la Médaille du service méritoire. Il en existe deux versions : la division militaire et la division civile. La Croix du service méritoire (division militaire) est remise aux membres des Forces canadiennes (FC) en reconnaissance de « l'accomplissement d'un acte ou d'une activité militaire témoignant d'un esprit professionnel remarquable ou d'un degré d'excellence exceptionnel qui fait grandement honneur aux FC ou qui leur procure de notables avantages ».